# Красные Горки (Осинский район)
Красные Горки — деревня в Осинском городском округе Пермского края. 

## История
Основана в 1827 году. Изначальное название Тюремка дано по местной речке. В 1962 г. указом Президиума Верховного Совета РСФСР деревня Тюремка переименована в Красные Горки. Входила до 2019 года в состав Паклинского сельского поселения Осинского района.

## Население
| 2010 |
| ---- |
| 6    |